# الدوري البلغاري الممتاز 1952
الدوري البلغاري الممتاز 1952 (بالبلغارية: „А“ група 1952)‏ هو الموسم 28 من الدوري البلغاري الممتاز. أشرف على تنظيمه اتحاد بلغاريا لكرة القدم، وكان عدد الأندية المشاركة فيه 12، وفاز فيه سسكا صوفيا.